# Гардтгаузен-ам-Кохер
Гардтгаузен-ам-Кохер (нім. Hardthausen am Kocher) — громада в Німеччині, знаходиться в землі Баден-Вюртемберг. Підпорядковується адміністративному округу Штутгарт. Входить до складу району Гайльбронн.
Площа — 35,55 км2. Населення становить 4182 ос. (станом на 31 грудня 2020).